# J-core
Ne pas confondre avec le Japanese hardcore, un mouvement punk hardcore japonais des années 1980, ni avec la J-pop.
Genres dérivés
Lolicore, nightcore
Genres associés
Freeform, gabber, happy hardcore, industrial hardcore, makina, speedcore, terrorcore, UK hardcore
Le terme de J-core (Jコア) désigne un sous-genre de techno hardcore, influencé par la sous-culture otaku et incorporant des éléments sonores issus de musique japonaise, ayant émergé au Japon dans les années 1990. Le terme peut également et simplement désigner des morceaux de techno hardcore composées par des musiciens japonais.
Au milieu des années 1990, les genres techno hardcore et gabber, alors bien ancrés aux Pays-Bas et dans les pays frontaliers, s'exportent en parallèle à l'étranger, en particulier sur le continent nord-américain et au Japon. Inspirés par la notoriété et l'agressivité de ces genres, des musiciens japonais tentent de s'emparer de ce phénomène. Les instruments et le tempo caractéristiques du J-core s'associent souvent, mais pas obligatoirement, aux échantillons sonores, parfois pitchés, en provenance de séries télévisées d'animation japonaises. Certains morceaux sont des remixes de chansons J-pop. 
Dans les années 2000, des jeux de rythme tels que Beatmania IIDX, édités par Konami, contribuent à sa popularité grâce à de nombreux morceaux J-core présents dans leurs listes. L'Internet contribue également à sa popularité et à son expansion pendant cette décennie. Dès lors, des événements tels que Hardcore Tano*C émergent dans des grandes villes, en particulier à Tokyo.

## Histoire

### Années 1990
L'émergence du J-core remonte, selon les sources divergentes, au milieu ou à la fin des années 1990 au Japon, à l'apogée des scènes techno hardcore et gabber en Europe,. Initialement, le terme Japcore puis J-core, construit sur les mots « Japanese » et « hardcore », désigne une variante de ces scènes musicales, influencée par la sous-culture Otaku ; ces variantes se composent habituellement d'échantillons sonores repris à partir d'animes. Selon le Red Bull Music Academy Daily, Jea de DJ Sharpnel est « sans doute l'un des premiers (si ce n'est pas le premier) à avoir tracé la voie du J-core. En 1998, il a sorti le premier album du label Sharpnelsound, un CD-R intitulé High Speed Music Team by Sharpnel vs. Project Gabbangelion, le nom et le style musical faisant référence à l'anime apocalyptique Neon Genesis Evangelion. »
Rétrospectivement, les premiers producteurs japonais qui peuvent être catégorisés de techno hardcore incluent notamment : Ocho (dès 1994 ou 1995), Hammer Bros (dès 1995), Out of Key (dès 1995), Naoto Suzuki (dès 1995), Blasterhead (1995), Jea (dès 1996), Karatechno (idem), et C-Type (dès 1997). Concernant les labels, les premiers ayant fait leur apparition sont : KAK-A (1995 ou 1996), Kill the Rest (1996), Murder Yacht School (1997) et Sharpnelsound (1998). L'un des plus anciens morceaux de techno hardcore japonais connus s'intitule g(A)bber conspiracy de l'artiste Ocho, publié en juin 1995. C'est également à cette époque que les premières soirées hardcore s'effectuent. Certaines pouvaient inclure des sessions de jeu vidéo.

### Années 2000

Hardcore Tano*C, l'un des labels phares du J-core, lancé par REDALiCE.

Au début des années 2000, des artistes japonais pionniers du genre, comme REDALiCE, t+pazolite, M-Project ou DJ Technorch percent dans la scène de la musique électronique japonaise. Leur popularité s'étend au cours des années 2000, grâce à l'intégration de certaines de leurs créations dans des jeux vidéo d'arcade comme Beatmania, Stepmania, Jubeat ou Flash Flash Revolution,,. Le jeu Beatmania IIDX est même considéré comme la principale source d'initiation des Japonais au son J-core. Certains d'entre ces artistes accroissent leur popularité en composant des musiques pour animes ; c'est le cas pour REDALiCE qui participe au générique de fin pour Nyaruko-san,. 
Dans le même temps, avec la croissance de plus en plus grandissante d'internet, les musiques catégorisées J-core se vendent sous formats CD ou formats MP3, 192 à 320 kb/s et .wav depuis des sites japonais indépendants. À la fin des années 2000, certaines soirées organisées par des labels tels que Hardcore Tano*C accueillent lors d'événements les fans du genre, et le J-core est, depuis un certain temps, disponible physiquement en grande surface. De tels événements sont principalement organisés à Tokyo, et de plus petits événements sont organisés à Osaka, Sendai, et Hokkaidō.
Le terme de « J-core » apparaît en 2006 pour désigner à l'exportation des albums de DJ Sharpnel vers l'Occident, selon DJ Technorch ; c'est à partir de cette date que le style assiste à son essor international. À la même période, quelques événements organisent des sessions J-core en dehors du Japon, comme le label canadien Canadian Speedcore Resistance, comme en témoignent des tracts distribués par Rige Records, ainsi qu'une entrevue effectuée en 2010, avec Culture DJ, du fondateur du label, DJ Plague, durant laquelle il explique « travailler de plus en plus avec la scène japonaise. »
Entre 2003 et 2008, le hardcore japonais avait également une webradio dédiée, qui comprenait quatre stations : Otakuspeed Radio, Otakuspeed Radio (Clasixxx), HC1000O:Osaka et LiveShow Program. Les deux premières stations comprenaient des morceaux parus sous le label Sharpnelsound, la troisième comprenait des morceaux parus sous le label Maddest Chick'ndom.

### Depuis les années 2010
Au début des années 2010, le J-core connaît une forte popularité en Australie grâce à des soirées telles que Neko Nation, Doujindance, et AFK. Entretemps, le 30 mars 2010, le compositeur RoughSketch sort son premier EP, intitulé Samurai Terrorist, au label discographique néerlandais Megarave Records. Ceci intervient dans un contexte d'internationalisation du son J-core, et des producteurs provenant d'autres pays que le Japon, comme l'autrichien DJ Kuro. Le 17 septembre 2012, Kaoru Kimura (connu sous le nom de Betwixt & Between), l'un des notables pionniers de la scène J-core depuis 2002, décède à l'âge de 28 ans. Cependant, les causes de son décès restent méconnues, mais il aurait, d'après son blog, eu des problèmes de droit d'auteurs avec le label Hardcore Tano*C. Des internautes prétendent qu'il se serait donné la mort à la suite d'une dépression majeure.
Les années 2020 assistent à la continuité stable du genre. Le J-core est désormais joué dans certains événements aux États-Unis et au Canada.

## Caractéristiques
Le J-core est également appelé Japanese hardcore ou Japanese hardcore dance. Il reprend des éléments sonores de la techno hardcore européenne et des musiques rave américaine et britannique. D'une manière identique à la techno hardcore, la terminologie regroupe un ensemble de sous-genres musicaux plus ou moins liés à la techno hardcore.
DJ Sharpnel est considéré par la presse spécialisée comme le fondateur du genre, avec la sortie en 1998 du premier EP de son label SharpnelSound, High Speed Music Team, en collaboration avec Project Gabbangelion. Ce morceau comporte les marqueurs du genre alors en gestation, à savoir un tempo aux alentours des 200 BPM et des samples d'écolière japonaise issu d'un animé, faisant ressembler le tout à « un Furby possédé par un démon de la rave ». L'usage systématique de voix haut perchées, à la façon d'un gabber mélodique, plaquées sur un rythme industrial ou frenchcore, qui sont des styles où le vocal est quasi absent, font du J-core un sous-genre à part entière. Autre marque de fabrique, les morceaux laissent peu de place aux boucles, vont davantage vers des changements très rapides ; ceci s'explique par le fait que les auditeurs japonais ne dansent pas sur ces morceaux, leur domicile étant très petit, et également par la forte demande de formats très courts (deux minutes par exemple) à destination du jeu vidéo.
Certains morceaux sont des remixes de chansons de J-pop (par exemple, le titre Blue Army, composé par le groupe DJ Sharpnel, tire des échantillons de la chanson Separation du groupe angela).

## Influences
À l'instar de la musique gabber, autrefois le ciment d'une sous-culture gabber très dynamique aux Pays-Bas, la musique J-core possède sa propre sous-culture au Japon. Elle est fortement inspirée par la culture otaku. Les premiers événements J-core sont peu courus, l'un des plus célèbres, Extreme Hard, n'accueillant que 200 personnes, certaines pouvant atteindre les 500 visiteurs. Mais la plus grande partie de la culture  J-core se déploie sur internet, au travers des sites de téléchargement illégal, des torrents et de 4chan. Néanmoins, la culture J-core a pu se populariser hors les limites du Japon, au travers d'une génération nourrie d'animes tels que Dragon Ball Z, des morceaux et des clips vidéo reprenant fréquemment samples et esthétique japonaise. Du coup, Les amateurs et les producteurs de J-core, s'internationalisent à la fin des années 2000. 
En 2015, le Red Bull Music Academy Daily estime à 20 000 ou 30 000 le nombre d'adeptes du genre dans le monde. Dans les pays asiatiques, comme la Thaïlande, la majeure partie des auditeurs découvrent le genre techno hardcore grâce au J-core. Par ailleurs, l'artiste américain Porter Robinson incorpore des éléments de J-core dans son projet musical appelé Virtual Self.

## Artistes notables
Les artistes et groupes représentatifs du genre incluent notamment : Buzzmasta, Camellia, DJ Chucky, DJ Noriken, DJ Sharpnel, Neodash Zerox, JAKAZiD, Kenta-v.ez, M-Project, M1dy,, Psyba, REDALiCE,, DJ Shimamura,, DJ Technorch,, et T+Pazolite,.